# 北斗会看護専門学校
北斗会看護専門学校（ほくとかいかんごせんもんがっこう）は、大阪府豊中市城山町一丁目にある専修学校。社会医療法人北斗会が運営する。

## 沿革
- 1978年 - 開校

## 学科
- 2年課程のみを設置。

## 所在地
- 〒561-0803 大阪府豊中市城山町一丁目10番3号